# 中国驻沙特阿拉伯大使列表
本列表为中華民國和中華人民共和國驻沙特阿拉伯历任大使名录。

## 历任中国驻沙特阿拉伯大使

### 附：中华民国驻吉达领事（1939年－1950年）
1939年，中华民国政府在吉达设置领事馆。1950年3月31日，因政府迁台财政困难，裁撤驻吉达领事馆。
| 姓名   | 任命           | 到任         | 递交委任书 | 免职 | 离任          | 领事职务 | 备注     | 备注 |
| ------ | -------------- | ------------ | ---------- | ---- | ------------- | -------- | -------- | ---- |
| 王世明 | 1939年10月16日 | 1940年4月3日 |            |      | 1950年3月31日 | 副领事   | 代理领事 |      |

### 附：中华民国驻吉达领事（1956年－1957年）
1956年2月26日，中华民国政府为照顾自西北逃至沙特阿拉伯的穆斯林侨民，恢复驻吉达领事馆。1957年5月30日，中华民国政府设置驻沙特阿拉伯大使馆，裁撤驻吉达领事馆。
| 姓名   | 任命          | 到任 | 递交委任书 | 免职          | 离任 | 领事职务 | 备注 | 备注 |
| ------ | ------------- | ---- | ---------- | ------------- | ---- | -------- | ---- | ---- |
| 王世明 | 1956年5月30日 |      |            | 1957年5月30日 |      | 领事     |      |      |

### 中华民国驻沙特阿拉伯大使（1957年－1990年）
1946年11月15日，中华民国与沙特阿拉伯建交。1957年5月30日，裁撤驻吉达领事馆，设立驻沙特阿拉伯大使馆，领事王世明改任大使馆参事衔一等秘书。1984年，由吉達遷往利雅得。1990年7月22日，两国断交。
| 姓名   | 任命           | 到任          | 递交国书      | 免职           | 离任          | 外交衔级       | 外交职务     | 备注     | 备注 |
| ------ | -------------- | ------------- | ------------- | -------------- | ------------- | -------------- | ------------ | -------- | ---- |
| 王世明 | 1957年5月30日  | 1957年5月30日 |               | 1957年9月1日   |               | 参事衔一等秘书 | 临时代办     |          |      |
| 马步芳 | 1957年8月9日   | 1957年9月1日  | 1957年9月7日  | 1961年6月3日   | 1961年5月14日 | 大使           | 特命全权大使 |          |      |
| 蔡葩   |                | 1961年5月14日 |               | 1961年7月5日   |               | 参事           | 临时代办     |          |      |
| 保君建 | 1961年8月3日   | 1961年9月6日  | 1961年9月9日  | 1966年6月23日  |               | 大使           | 特命全权大使 | 驻约旦兼 |      |
| 赵金镛 | 1961年6月8日   | 1961年7月5日  |               | 1966年7月30日  |               | 参事           | 临时代办     |          |      |
| 李琴   | 1966年6月23日  | 1966年7月30日 | 1966年8月2日  | 1970年8月27日  | 1970年9月6日  | 大使           | 特命全权大使 |          |      |
| 田宝岱 | 1970年8月27日  | 1970年9月15日 | 1970年9月23日 | 1974年7月22日  |               | 大使           | 特命全权大使 |          |      |
| 吴梅村 | 1974年7月22日  | 未到任        |               | 1975年1月25日  |               | 大使           | 特命全权大使 |          |      |
| 薛毓麒 | 1975年1月25日  | 1975年3月18日 | 1975年3月23日 | 1982年12月16日 | 1983年1月20日 | 大使           | 特命全权大使 |          |      |
| 蔡维屏 | 1982年12月16日 | 1983年2月3日  | 1983年2月21日 | 1986年8月7日   | 1986年9月4日  | 大使           | 特命全权大使 |          |      |
| 關鏞   | 1986年8月7日   | 1986年9月14日 | 1987年1月18日 |                | 1990年7月     | 大使           | 特命全权大使 |          |      |

### 附：中华人民共和国驻沙特阿拉伯王国商务代表（1989年－1990年）
1988年11月11日，中华人民共和国和沙特阿拉伯达成互设商务代表处的协议。1990年，中国驻沙特阿拉伯商务代表处升格为驻沙大使馆。
| 姓名   | 任命   | 到任          | 递交委任书     | 免职          | 离任      | 职务     | 备注     | 备注 |
| ------ | ------ | ------------- | -------------- | ------------- | --------- | -------- | -------- | ---- |
| 孙必干 | 1989年 | 1989年12月4日 | 1989年12月26日 | 1990年8月24日 | 1990年7月 | 商务代表 | 升任大使 |      |

### 中华人民共和国驻沙特阿拉伯大使（1990年至今）
1990年7月21日，中华人民共和国与沙特阿拉伯建交，并开始派遣驻沙特阿拉伯大使。
| 姓名   | 任命           | 任命           | 到任           | 递交国书       | 免职           | 免职           | 离任           | 外交衔级 | 外交职务     | 备注               |
| 姓名   | 全国人大常委会 | 主席           | 到任           | 递交国书       | 全国人大常委会 | 主席           | 离任           | 外交衔级 | 外交职务     | 备注               |
| ------ | -------------- | -------------- | -------------- | -------------- | -------------- | -------------- | -------------- | -------- | ------------ | ------------------ |
| 孙必干 | 1990年9月7日   | 1990年9月15日  | 不適用         | 1990年11月10日 | 1993年12月29日 | 1994年5月23日  | 1994年4月9日   | 大使     | 特命全权大使 |                    |
| 郑达庸 | 1993年12月29日 | 1994年5月23日  | 1994年5月21日  | 1994年8月1日   | 1997年5月9日   | 1997年10月31日 | 1997年8月      | 大使     | 特命全权大使 |                    |
| 郁兴志 | 1997年5月9日   | 1997年10月31日 | 1997年8月23日  | 1998年5月17日  | 2000年4月29日  | 2000年10月23日 | 2000年8月9日   | 大使     | 特命全权大使 |                    |
| 吴思科 | 2000年4月29日  | 2000年10月23日 | 2000年9月5日   | 2001年4月8日   | 2003年6月28日  | 2003年11月18日 | 2003年8月17日  | 大使     | 特命全权大使 |                    |
| 武春华 | 2003年6月28日  | 2003年11月18日 | 2003年10月21日 | 2004年10月10日 | 2007年6月29日  | 2007年12月6日  | 2007年10月19日 | 大使     | 特命全权大使 |                    |
| 杨洪林 | 2007年6月29日  | 2007年12月6日  | 2007年11月27日 | 2008年5月11日  | 2011年6月30日  | 2011年12月20日 | 2011年10月16日 | 大使     | 特命全权大使 |                    |
| 李成文 | 2011年6月30日  | 2011年12月20日 | 2011年11月10日 | 2013年7月11日  | 2015年4月24日  | 2016年6月6日   | 2016年4月30日  | 大使     | 特命全权大使 |                    |
| 李华新 | 2015年4月24日  | 2016年6月6日   | 2016年5月28日  | 2016年6月22日  | 2018年12月29日 | 2019年5月8日   | 2019年3月      | 大使     | 特命全权大使 |                    |
| 陈伟庆 | 2018年12月29日 | 2019年5月8日   | 2019年4月16日  | 2019年6月16日  |                | 2024年5月14日  | 2024年4月      | 大使     | 特命全权大使 | 兼驻伊斯兰合作组织 |
| 常华   |                | 2024年5月14日  | 2024年5月10日  |                | 现任           |                |                | 大使     | 特命全权大使 | 兼驻伊斯兰合作组织 |